# Dicrotendipes adnilus
Dicrotendipes adnilus är en tvåvingeart som beskrevs av Epler 1987. Dicrotendipes adnilus ingår i släktet Dicrotendipes och familjen fjädermyggor.
Artens utbredningsområde är Arizona. Inga underarter finns listade i Catalogue of Life.